# 羽田機場新站
羽田機場新站是羽田機場Access線的終點站，站名為暫名。已於2022年開始建設，預計於2029年竣工。

## 車站位置
車站的設站地點預計位於羽田機場旁，主要服務使用羽田機場的旅客。